# Miwang Pholhane Sönam Tobgye
| Tibetische Bezeichnung |
| --- |
| Tibetische Schrift: མི་དབང་ཕོ་ལྷ་ནས་བསོད་ནམས་སྟོབས་རྒྱས་                                                                          |
| Wylie-Transliteration: mi dbang pho lha nas bsod nams stobs rgyas                                                         |
| Offizielle Transkription der VRCh: Miwang Polhanai Soinam Dobgyai                                                         |
| THDL-Transkription: Miwang Polhané Sönam Tobgyé                                                                           |

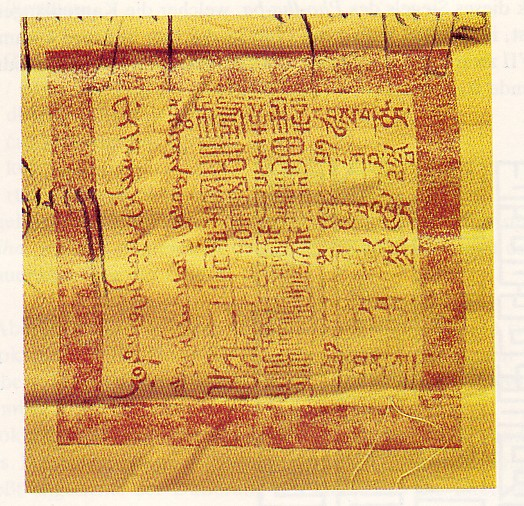
Vom chinesischen Kaiser verliehenes Amtssiegel des Pholhane

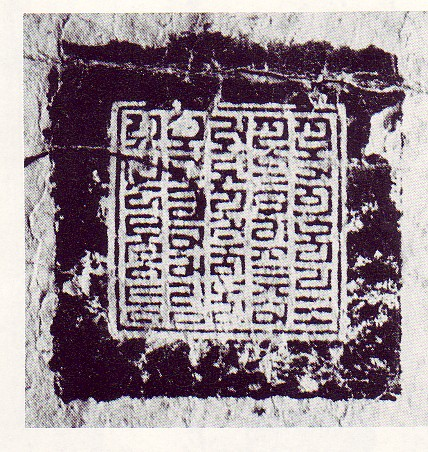
Amtssiegel des Pholhane

| Andere Schreibweisen: Miwang Pholhane Sönam Tobgye, Pho-lha-nas, Sonam Topgye, Gyalpo Miwang, Phola Tedji, Pho-lha The-je |
| Chinesische Bezeichnung                                                                                                   |
| Traditionell: 頗羅鼐 |
| Vereinfacht: 颇罗鼐 |
| Pinyin:Pōluónài |

Miwang Pholhane Sönam Tobgye (geb. 1689 in Pholha; gest. 12. März 1747), allgemein als Pholhane („der von den Pholha“) bekannt, herrschte zwischen 1728 und 1747 praktisch als „König von Tibet“. Pholhane war ein geschickter Politiker, kampferprobter Krieger und genialer Feldherr.
Er war die wichtigste politische Persönlichkeit Tibets der ersten Hälfte des 18. Jahrhunderts. Unter ihm bestand nach den unruhigen Jahren der Herrschaft des Lhabzang Khan, nach dem blutigen Einfall der Dsungaren und dem Bürgerkrieg eine relativ lange Periode der Stabilität und des inneren und äußeren Friedens in Tibet.

## Herkunft
Pholhane wurde im Jahre 1689 als Sohn Generals Pema Gyelpo (tib.: pad ma rgyal po) und dessen Frau Drölma Buthri (tib.: sgrol ma bu khrid) in Pholha (tib.: pho lha) geboren. Sein Vater, ein kampferprobter Krieger, hatte schon am Krieg gegen Ladakh in den Jahren 1679–1684 teilgenommen. Später nahm er an Kämpfen gegen Bhutan und Nepal teil.
Dessen Vorfahren waren in der Mitte des 17. Jahrhunderts lokale Verwaltungsamtsträger in Tsang (tib.: gtsang). Asum (tib.: a gsum), dem Großvater von Pholhane, war von dem Qoshoten-König Dalai Khan für seine Verdienste das Landgut Pholha südlich von Gyangzê übereignet worden.
Hier wuchs Sönam Tobgye auf. Er war religiös schon in jungen Jahren mit dem Kloster Mindrölling, das der Nyingma-Schule angehörte, verbunden.

## Karriere unter Lhabsang Khan (1707–1717)
Kurz nach seiner Heirat im Jahre 1707 reiste Pholhane nach Lhasa, wo er dem Herrscher Lhabzang Khan vorgestellt wurde. Lhabzang Khan bestätige ihm den Besitz der Güter, die Pholhane von seinem verstorbenen Vater geerbt hatte.
Pholhane begann nun eine typische Beamtenkarriere mit der Ausbildung im Finanzministerium (tib.: rtsis khang) in Lhasa. Nach einigen Jahren übernahm er das Amt des Distrikt-Richters in Gyangzê.
1714 wurden ihm erste militärische Aufgaben übertragen. Er führte eine ganze militärische Abteilung erfolgreich im Krieg gegen Bhutan. Nach dem Einfall der Dsungaren in Tibet war er maßgeblich an der Organisation der tibetischen Verteidigungslinien beteiligt und nahm auch an der Verteidigung der Stadt Lhasa teil.

## Widerstand gegen die Dsungaren-Herrschaft (1717–1720)
Nachdem die Stadt Lhasa durch Verrat aus den eigenen Reihen der Verteidiger den Dsungaren in die Hände gefallen war, konnte Pholhane zunächst im Kloster Drepung Zuflucht nehmen.
In den anschließenden Monaten versuchten die Dsungaren, die ehemaligen Anhänger von Lhabzang Khan zu beseitigen. Pholhane wurde festgenommen, unbekleidet mit Peitschhieben durch Lhasa getrieben. Letztendlich wurde er nach einer Auspeitschung mit 15 Peitschenhieben ins Gefängnis gesperrt.
Hier konnte Pholhane nur durch die Hilfe alter Freunde, die ihn mit Nahrungsmittel versorgten, überleben. Nachdem Tagtsepa (tib.: stag rtse pa), der tibetische Führer der unter den Dsungaren gebildeten neuen tibetischen Regierung, interveniert hatte, wurde Pholhane aus dem Gefängnis entlassen und konnte nach Tsang zurückkehren.
Hier organisierte er mit Khangchenne Sönam Gyelpo (tib.: khang chen nas bsod nams rgyal po), der noch von Lhabzang Khan als Gouverneur von Ngari eingesetzt worden war und der von den Dsungaren unbehelligt in Ngari weiterregierte, den Widerstand gegen die Dsungaren, bis die große Armee des chinesischen Kaisers Kangxi im September 1720 in Lhasa eintraf.

## Tätigkeit im Ministerrat von 1721 bis 1727
Unmittelbar nach ihrem Einmarsch in Lhasa organisierten die Vertreter der mandschu-chinesischen Qing-Dynastie eine Art provisorische Militärregierung unter Führung von General Yansin. Nach dem Rückzug der kaiserlichen Armee verblieb zunächst eine aus 3000 Mann bestehende Garnison in Lhasa. Diese wurde 1723 aufgelöst. In Lhasa verblieb als Vertreter des chinesischen Kaiserhofes ein Amban als Ratgeber der tibetischen Regierung.
Die provisorische Militärregierung des Kaiserhofes wurde im Jahre 1721 abgelöst durch einen aus drei Personen bestehenden Ministerrat unter Führung von Khangchenne, der die Verfügungsgewalt über Ngari behielt. Die beiden anderen Minister waren Ngaphöpa Dorje Gyelpo (tib.: nga phod pa rdo rje rgyal po; ?–1728) und Lumpane Trashi Gyelpo (tib.: lum pa nas bkra shis rgyal po; ?–1728). Pholhane wurde von Khanchenne zum persönlichen Adjutanten ernannt und erhielt die Verfügungsgewalt über die Provinz Tsang.
Im Jahre 1723 wurde Pholhane zusammen mit Charaba Lodrö Gyelpo (tib.: sbyar ra ba blo gros rgyal po) zu regulären Mitgliedern des Ministerrates ernannt, so dass dieser nun aus 5 Mitgliedern bestand.
Das Grundprinzip dieser neuen Verwaltung Tibets bestand darin, dass die Regierungsmitglieder gleichsam als Fürsten der ihnen unterstellten Regionen (Ü, Kongpo, Tsang und Ngari) jeweils eine eigene Machtbasis mit eigenem militärischen Potential und eigenen Einnahmequellen besaßen. Dies schwächte zwar die Machtstellung von Tibet nach außen, barg aber erhebliche Gefahren nach innen, falls die beteiligten Führungspersönlichkeiten nicht miteinander harmonierten.
Tatsächlich bestand zwischen den Mitgliedern des Ministerrates von Anfang an ein großer Dissens. Die Spannungen führten schließlich im Jahre 1727 zur Ermordung von Khangchenne. Pholhane blieb dieses Schicksal nur durch seine zufällige Abwesenheit in Lhasa erspart.

## Der Bürgerkrieg der Jahre 1727 und 1728

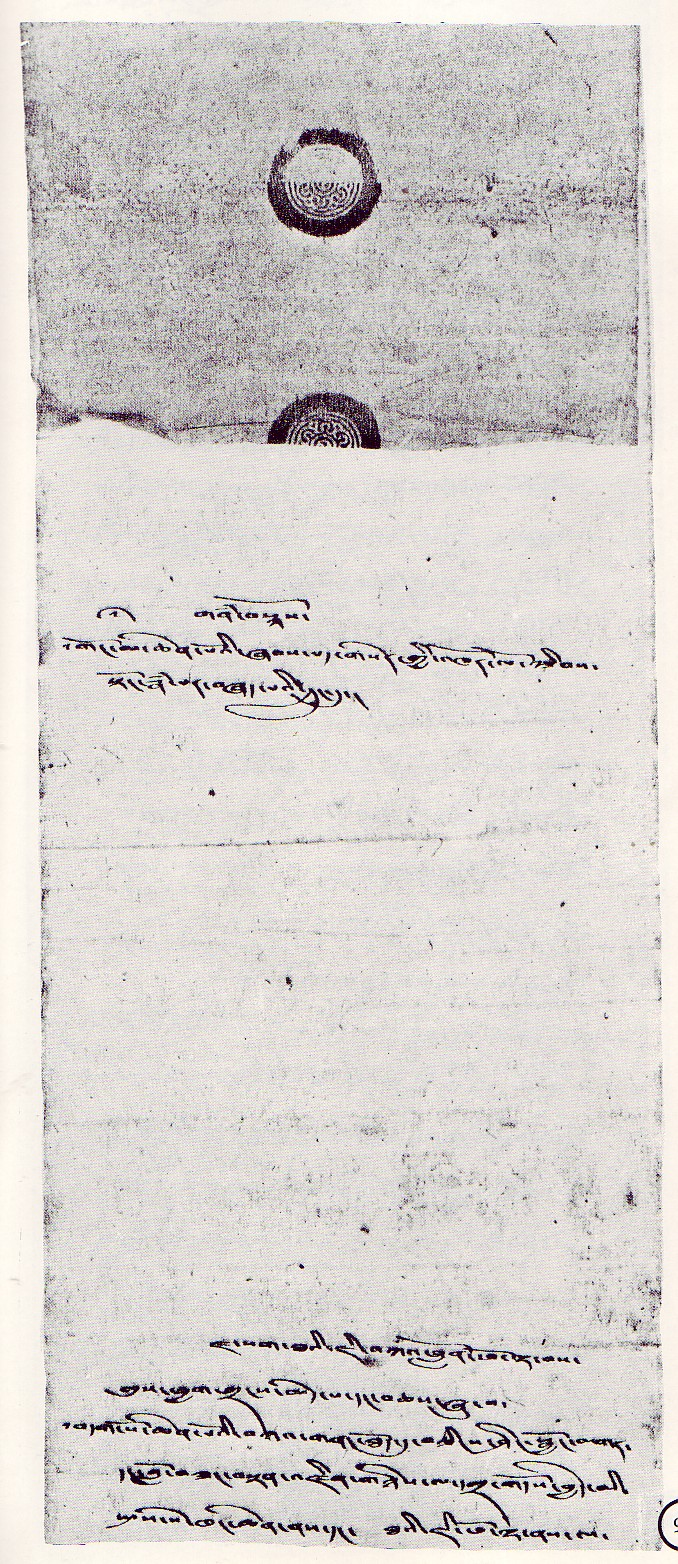
Sendschreiben von Pholhane an den chinesischen Kaiser (1727, Anfang)

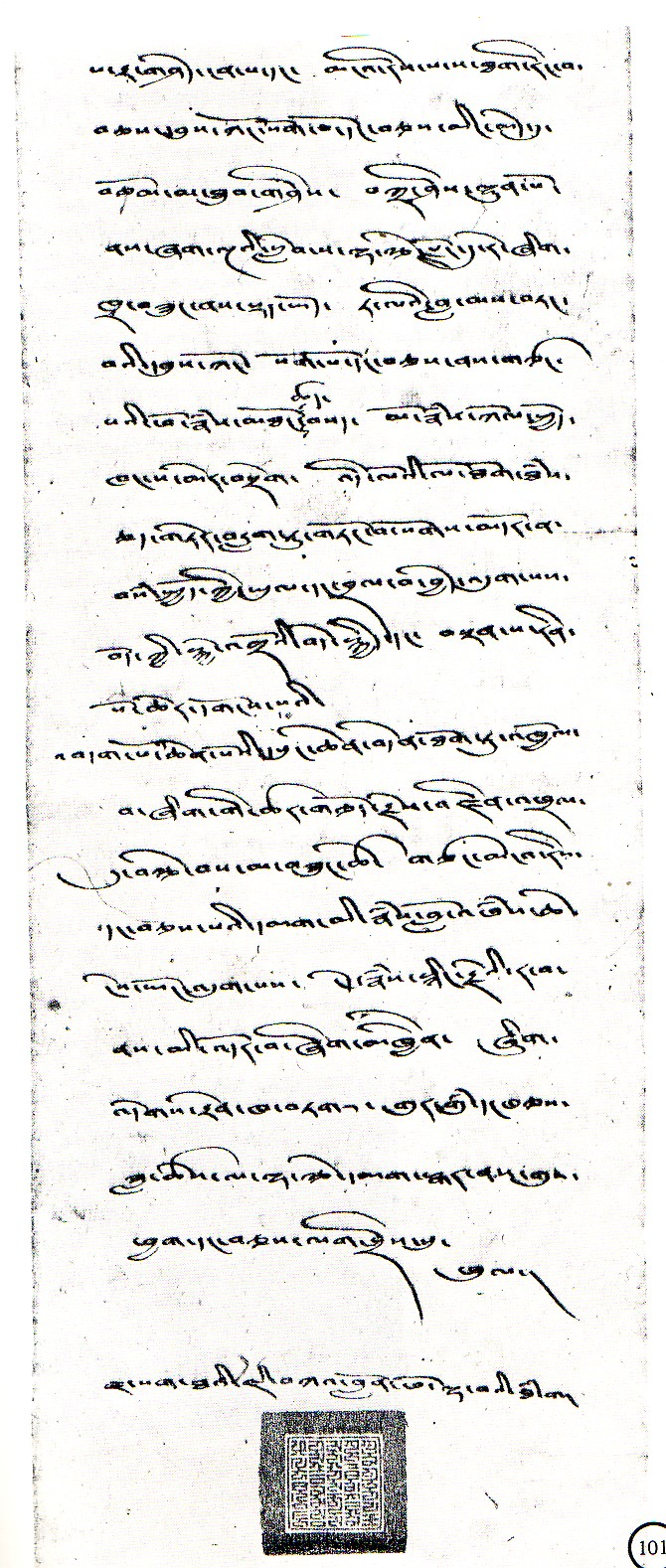
Sendschreiben von Pholhane an den chinesischen Kaiser (1727, Ende)

Unmittelbar nach der Ermordung Khangchenes übernahmen Ngaphöpa, Lumpane und Charaba unterstützt von Sönam Dargye (tib.: bsod nams dar rgyas), dem Vater des 7. Dalai Lama, die Macht in Lhasa. Sie mobilisierten die Truppen der ihnen unterstellten Provinzen, vornehmlich von Kongpo und Ü, und unternahmen mit der Entsendung eines Trupps von 300 Soldaten den Versuch, Pholhane festzunehmen, der allerdings scheiterte.
Daraufhin stellte dieser Truppen aus der Provinz Tsang zusammen. Er verbündete sich mit Khangchennes Bruder Gashiba Tsheten Trashi (tib.: dga' bzhi ba tshe brtan bkra shis), dem 1725 auf Antrag von Khangchenne die Regierung von Ngari übertragen worden war. Zugleich sandte er eilends Botschafter mit einem Hilfegesuch nach China.
Nach einem halben Jahr Kampf um Gyangzê wurde Ngaphöpa geschlagen. Pholhane rückte mit einer Armee von 9000 Soldaten gegen Lhasa vor, besetzte die Stadt und belagerte den Potala-Palast, wo seine Gegner und die Chinesischen Ambane Zuflucht genommen hatten. Während dem Dalai Lama gestattet wurde, in Kloster Drepung Zuflucht zu nehmen, wurden Pholhanes Gegner am 5. Juli 1728 gefangen genommen. Pholhane zeigte unmittelbar danach seinen Sieg dem chinesischen Kaiser Yongzheng an.
Als die entsandten kaiserlichen Truppen am 4. September 1728 in Lhasa eintrafen, war der Bürgerkrieg bereits völlig entschieden (1728).
Eine der Hauptaufgaben der eingerückten Chinesen war die Aburteilung der Verursacher des Bürgerkriegs. In einer öffentlich von den Chinesen veranstalteten Exekution wurden Ngaphöpa und Lumpane durch Zerstückelung hingerichtet, zwei Geistliche erhängt und 13 weitere Verurteilte durch Köpfen zu Tode gebracht. Anschließend wurden alle nahen Verwandten der Verurteilten einschließlich kleiner Kinder ebenfalls hingerichtet.

## Regierung 1729–1735
Zunächst mischte sich Peking stark in die Organisation der zivilen und militärischen Verwaltung Tibets ein. Pholhane wurde erneut die Verfügungsgewalt über Tsang übertragen. Zwei weitere Minister, nämlich Sicö Tsheten (tib.: srid gcod tshe brtan) und Tshering Wanggyel (tib.: tshe ring dbang rgyal) wurden ernannt, um Lhasa und Ü zu verwalten. Sie unterstanden aber völlig der Weisungsbefugnis von Pholhane.
Pholhanes Regierung wurden zwei ständige Vertreter Mandschu-Chinas, die Ambane, beigegeben.
Dem Penchen Lama Lobsang Yeshe (gest. 1737) wurden größere Kompetenzen angeboten, die diesen de facto zum Landesherren im Westen von Tsang machten.
Die Grenzen in Osttibet (1724 Amdo, 1727 Kham) wurden stark verschoben und Lhasa dauerhaft durch kaiserliche Truppen besetzt (zunächst 2.000 Mann zur Unterstützung der Ambane).
Unter dem Vorwand, sich auf eine Reise nach Peking zu begeben, wurde der 7. Dalai Lama für sechs Jahre nach Garthar (tib.: mgar thar) in der Nähe von Lithang ins Exil gebracht (1728–1735). Der Hauptgrund dafür war, dass sein Vater Sönam Dargye in den vorherigen Intrigen gegen Pholhane eine nicht unwesentliche Rolle gespielt hatte und von der Regierung ferngehalten werden sollte. Ein anderer Grund soll die Bedrohung seiner Sicherheit durch die Dsungaren gewesen sein.

## Pholhane als Administrator und König (1735–1747)

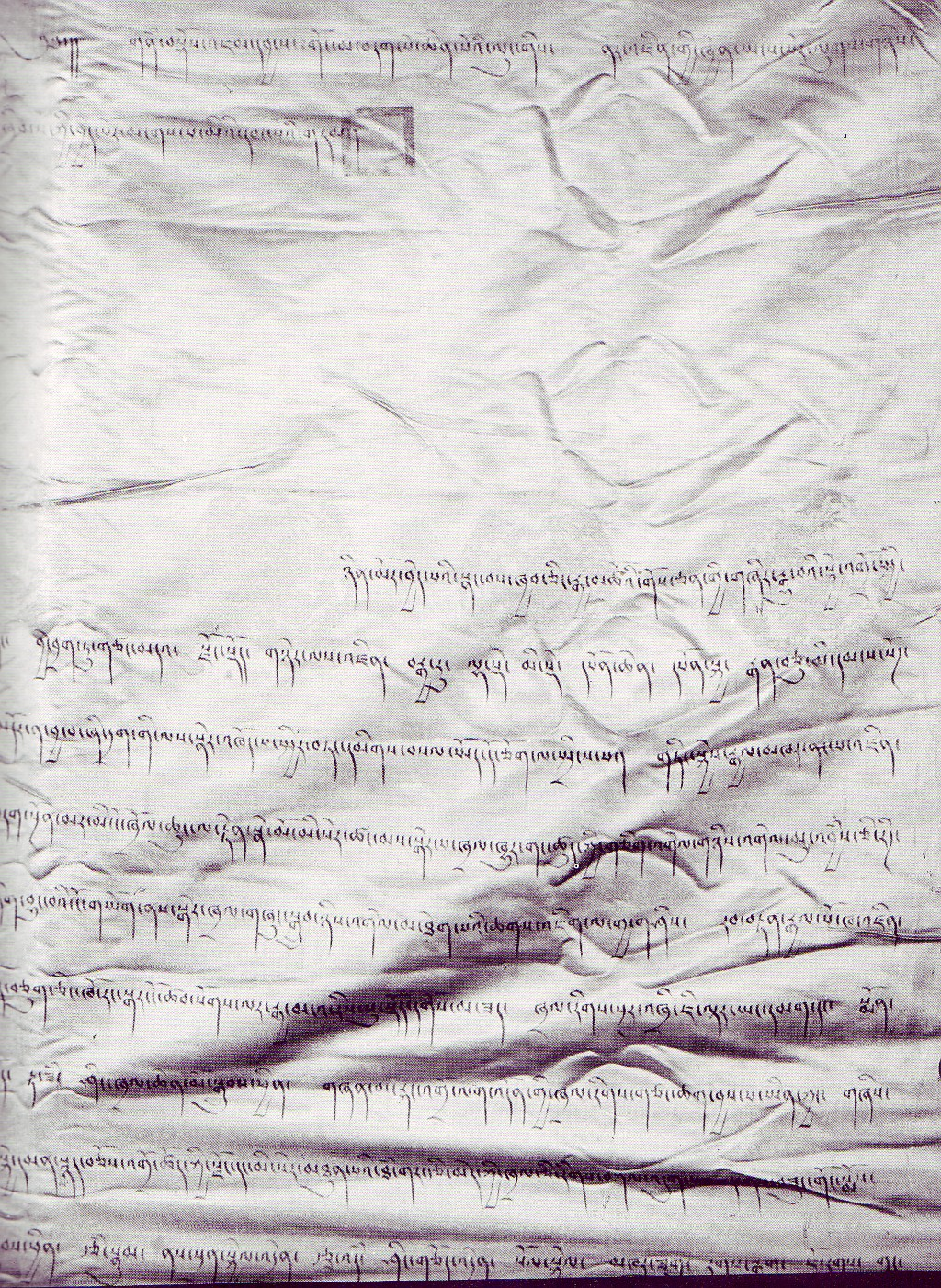
Herrscherurkunde von Pholhane aus dem Jahre 1744

Im Laufe der Zeit agierte Pholhane immer unabhängiger und stellte so für einige Zeit eine Art König (1731 und 1739 Ehrentitel vom Kaiser) dar, der das Protektorat Mandschu-Chinas nur noch als Formalität in Erscheinung treten ließ. Gleichzeitig orientierte sich seine Politik aber daran, den Interessen der Großmacht China und des chinesischen Kaiserhofs im vollen Umfang Rechnung zu tragen.
Da seine Verlässlichkeit und Loyalität im Verhältnis zum chinesischen Kaiserhaus nicht in Frage zu stellen war, wurden 1733 die in Lhasa stationierten kaiserlichen Truppen auf 500 Mann reduziert.
Gleichzeitig stellte Pholhane eine Berufsarmee auf, die aus 15.000 Mann Infanterie und 10.000 Mann Kavallerie bestand. Er ließ die Grenzen bewachen und absichern, Kasernen bauen, die über das ganze Land verteilt waren, und organisierte 1729 auch ein eigenes Postwesen, dass die offizielle Nachrichtenübermittlung von Ngari nach Lhasa und von Lhasa nach Osttibet sicherstellte. Dieses Postwesen war nach chinesischem Vorbild organisiert und löste insbesondere in Osttibet das System der Übermittlung von Nachrichten ab, welches die Chinesen nach ihrem Einmarsch in Tibet im Jahre 1720 organisiert hatten. Während Pholhanes Regierungszeit benutzten auch die chinesischen Amtsträger in Lhasa dieses Postsystem für ihre Kommunikation mit dem chinesischen Kaiserhof.
Pholhanes Regierungszeit gilt als friedlich, stabil und wohlstandsorientiert.

## Nachfolge
Nach dem Tod Pholhanes im Jahre 1747 bestätigte der chinesische Kaiser dessen zweiten Sohn Gyurme Namgyel (tib.: 'gyur med rnam rgyal) als Nachfolger. Gyurme Namgyel wurde 1750 von den beiden Ambanen ermordet. Danach kam es unter Führung von Lobsang Trashi, des Haushofmeisters von Gyurme Namgyel, zu Unruhen in der Bevölkerung und erneut rückten kaiserliche Truppen ein, woraufhin der 7. Dalai Lama selbst die Regierung übernahm.